# Epronex–Hungary Cycling Team
Az Epronex–Hungary Cycling Team egy magyarországi profi országúti kerékpárcsapat. 2023–2024-ben az egyetlen hazai kontinentális besorolású csapat volt (2025-ben csatlakozik mellé a Team United Shipping).

## Története
A csapatot 2016-ban alapította Kiss Gergely korábbi profi kerékpárversenyző, felesége, Köllő Zsuzsanna és Tóthfalussy György, az Epronex Zrt. ügyvezetője. 2019-ben az akkor még amatőr (versenyzőinek fizetést nem biztosító) csapat magyar bajnoki címet szerzett. Annak ellenére, hogy 2021-ben közel állt a megszűnéshez, 2023-ra profi együttessé vált (a versenyzők fizetést, a fiatalok ösztöndíjat kapnak). A kis költségvetés miatt ugyanakkor a stábtagok több feladatot is ellátnak, polgári foglalkozásuk mellett. Megszerezték a kontinentális besorolást is, és elindulhattak a UCI ProSeries szintre lépő 2023-as Tour de Hongrie-n.
A 2025-ös szezonra Gregor Pavlic személyében új sportigazgatót igazoltak; Karl Ádám visszavonulása és Kusztor Péter visszatérése mellett a fiatalítás jegyében négy U23-as versenyzővel töltötték fel a keretet.

## Keret

### 2024
| A csapat versenyzői 2024 | A csapat versenyzői 2024 | A csapat versenyzői 2024               | A csapat versenyzői 2024 |
| Név                      | Születésnap              | Előző csapat                           |                          |
| ------------------------ | ------------------------ | -------------------------------------- | ------------------------ |
| Árvai Kristóf            | 2003. október 31.        | Lotus Cycling Team (2022)              |                          |
| Tim Bierkens             | 1999. november 9.        | Allinq Continental Cycling Team (2023) |                          |
| Patrick Dolleschall      | 1993. június 25.         |                                        |                          |
| Gönczy Gergő             | 1996. július 2.          | Utensilnord (2015)                     |                          |
| Istlstekker Zsolt        | 1998. február 10.        | Kőbánya Cycling Team (2018)            |                          |
| Karl Ádám Kristóf        | 1999. szeptember 9.      | UC Monaco (2021)                       |                          |
| Byron Munton             | 1998. december 12.       | Dauner-AKKON (2022)                    |                          |
| Orosz Gergő              | 1999. április 28.        | Cross Team Legendre (2022)             |                          |
| Rózsa Balázs             | 1995. november 26.       | Team Novak (2021)                      |                          |
| Szarka Gergely           | 1998. november 18.       | Giotti Victoria-Savini Due (2022)      |                          |
| Szöllőssy Ádám           | 2005. szeptember 8.      |                                        |                          |
| Dennis van der Horst     | 1998. január 11.         | Allinq Continental Cycling Team (2023) |                          |
| Vaskó Levente            | 2002. december 18.       | Lotus Team (2023)                      |                          |
|                          |                          |                                        |                          |
| Forrás: ProCyclingStats  |                          |                                        |                          |

### 2025
| A csapat versenyzői 2025 | A csapat versenyzői 2025 | A csapat versenyzői 2025               | A csapat versenyzői 2025 |
| Név                      | Születésnap              | Előző csapat                           |                          |
| ------------------------ | ------------------------ | -------------------------------------- | ------------------------ |
| Árvai Kristóf            | 2003. október 31.        | Lotus Cycling Team (2022)              |                          |
| Patrick Dolleschall      | 1993. június 25.         |                                        |                          |
| Gönczy Gergő             | 1996. július 2.          | Utensilnord (2015)                     |                          |
| Istlstekker Zsolt        | 1998. február 10.        | Kőbánya Cycling Team (2018)            |                          |
| Rózsa Balázs             | 1995. november 26.       | Team Novak (2021)                      |                          |
| Szöllőssy Ádám           | 2005. szeptember 8.      |                                        |                          |
| Dennis van der Horst     | 1998. január 11.         | Allinq Continental Cycling Team (2023) |                          |
| Kusztor Péter            | 1984. december 27.       | Team Novo Nordisk (2024)               |                          |
| Dobi Dániel              | 2025. március 19.        |                                        |                          |
| Mindszenti Ákos          | 2004. november 14.       |                                        |                          |
| Erdős Gergely            | 2004. július 10.         |                                        |                          |
| Tord Wikander            | 2004. október 18.        |                                        |                          |
| Sander Nistad Stien      | 2004. június 17.         |                                        |                          |
|                          |                          |                                        |                          |
| Forrás: ProCyclingStats  |                          |                                        |                          |

jegyzet: Dobi Dániel missing qualifiers by rider
jegyzet: Mindszenti Ákos missing qualifiers by rider
jegyzet: Erdős Gergely missing qualifiers by rider